# كاسبر كليش
كاسبر كليش (بالبولندية: Kacper Klich)‏ (مواليد 12 نوفمبر 1994) هو سبّاح بولندي، مثّل بلاده في الألعاب الأولمبية الصيفية 2016.

## روابط خارجية
كاسبر كليش على موقع الاتحاد الدولي للسباحة (الإنجليزية)
- كاسبر كليش على موقع أوليمبيديا (الإنجليزية)
- كاسبر كليش على موقع اللجنة الأولمبية البولندية (مؤرشف) (البولندية)